# Marta García (mezzofondista)
Marta García Alonso (León, 1º gennaio 1998) è una mezzofondista spagnola.

## Palmarès
| Anno | Manifestazione          | Sede          | Evento          | Risultato | Prestazione | Note                                     |
| ---- | ----------------------- | ------------- | --------------- | --------- | ----------- | ---------------------------------------- |
| 2016 | Europei di cross        | Chia          | Corsa U20       | 28ª       | 13'37"      |                                          |
| 2016 | Europei di cross        | Chia          | A squadre       |           |             |                                          |
| 2017 | Europei juniores        | Grosseto      | 3000 m piani    | 7ª        | 9'37"83     |                                          |
| 2017 | Europei juniores        | Grosseto      | 5000 m piani    | 4ª        | 17'13"43    |                                          |
| 2017 | Europei di cross        | Šamorín       | Corsa U20       | 13ª       | 14'17"      |                                          |
| 2017 | Europei di cross        | Šamorín       | A squadre       |           |             |                                          |
| 2017 | Mondiali di cross       | Kampala       | Corsa U20       | 54ª       | 22'16"      |                                          |
| 2017 | Mondiali di cross       | Kampala       | A squadre       |           |             |                                          |
| 2018 | Mediterraneo U23        | Jesolo        | 5000 m piani    | Argento   | 16'31"39    |                                          |
| 2018 | Europei di cross        | Tilburg       | Corsa U23       | 12ª       | 21'13"      |                                          |
| 2018 | Europei di cross        | Tilburg       | A squadre       | Argento   | 25 p.       |                                          |
| 2019 | Europei Under-23        | Gävle         | 1500 m piani    | Batteria  | 4'33"43     |                                          |
| 2019 | Mediterraneo U23 indoor | Miramas       | 1500 m piani    | Bronzo    | 4'23"81     |                                          |
| 2021 | Europei indoor          | Toruń         | 3000 m piani    | Batteria  | 9'02"00     |                                          |
| 2021 | Europei di cross        | Dublino       | Staffetta mista | 5ª        | 18'13"      |                                          |
| 2022 | Europei                 | Monaco        | 5000 m piani    | 12ª       | 15'23"36    | Miglior prestazione personale            |
| 2022 | Europei di cross        | Venaria Reale | Corsa seniores  | 41ª       | 29'05"      |                                          |
| 2022 | Europei di cross        | Venaria Reale | A squadre       | 4ª        | 55 p.       |                                          |
| 2023 | Europei indoor          | Istanbul      | 3000 m piani    | 10ª       | 8'54"92     |                                          |
| 2024 | Mondiali indoor         | Glasgow       | 3000 m piani    | 10ª       | 8'40"34     |                                          |
| 2024 | Europei                 | Roma          | 5000 m piani    | Bronzo    | 14'44"04    |                                          |
| 2024 | Giochi olimpici         | Parigi        | 5000 m piani    | Batteria  | 15'08"87    |                                          |
| 2025 | Europei indoor          | Apeldoorn     | 3000 m piani    | 4ª        | 8'53"67     |                                          |
| 2025 | Mondiali indoor         | Nanchino      | 3000 m piani    | 7ª        | 8'40"80     | Miglior prestazione personale stagionale |

## Campionati nazionali
2014
- 8ª ai campionati spagnoli under-18, 1500 m piani - 4'51"69
- 5ª ai campionati spagnoli under-18 indoor, 1500 m piani - 4'52"03

2015
- Bronzo ai campionati spagnoli under-18, 1500 m piani - 4'43"97
- 9ª ai campionati spagnoli under-18 indoor, 1500 m piani - 4'55"96

2016
- Oro ai campionati spagnoli under-20, 3000 m piani - 9'48"78
- Argento ai campionati spagnoli under-20 indoor, 3000 m piani - 9'59"26

2017
- Argento ai campionati spagnoli under-20, 3000 m piani - 10'09"31
- Oro ai campionati spagnoli under-20 indoor, 3000 m piani - 9'50"28

2018
- 9ª ai campionati spagnoli, 1500 m piani - 4'21"71
- Oro ai campionati spagnoli under-23, 5000 m piani - 16'51"60
- Argento ai campionati spagnoli under-23 indoor, 1500 m piani - 4'44"15

2019
- 16ª ai campionati spagnoli, 10000 m piani - 34'12"04
- Bronzo ai campionati spagnoli indoor, 1500 m piani - 4'30"22
- Oro ai campionati spagnoli under-23, 1500 m piani - 4'27"33
- Bronzo ai campionati spagnoli under-23 indoor, 800 m piani - 2'14"09

2020
- Oro ai campionati spagnoli, 1500 m piani - 4'27"90
- Bronzo ai campionati spagnoli under-23 indoor, 800 m piani - 2'13"82

2021
- 5ª ai campionati spagnoli, 1500 m piani - 4'27"69
- Oro ai campionati spagnoli indoor, 3000 m piani - 9'14"76

2022
- Oro ai campionati spagnoli, 5000 m piani - 16'10"88
- Argento ai campionati spagnoli di 10 km su strada - 33'07"

2023
- Oro ai campionati spagnoli, 5000 m piani - 16'40"96
- Argento ai campionati spagnoli indoor, 3000 m piani - 9'07"64
- Bronzo ai campionati spagnoli indoor, 1500 m piani - 4'15"84

2024
- Oro ai campionati spagnoli indoor, 3000 m piani - 8'54"96

## Altre competizioni internazionali
2020
- 7ª alla San Silvestre Vallecana ( Madrid) - 33'31"

2021
- 9ª al British Grand Prix ( Birmingham), miglio - 4'31"41
- 20ª al Cross Internacional de Itálica ( Siviglia) - 26'55"
- 11ª al Cross Internacional Zornoza ( Amorebieta-Etxano) - 24'22"

2022
- 11ª al British Grand Prix ( Birmingham), 5000 m piani - 15'28"55
- 9ª alla Weltklasse Zürich ( Zurigo), 5 km - 15'50"
- 8ª al Meeting international Mohammed VI d'athlétisme de Rabat ( Rabat), 3000 m piani - 8'51"04
- Argento al Cross Internacional de Soria ( Soria) - 28'03"
- 5ª al Cross Internacional de Itálica ( Siviglia) - 34'07"
- 13ª al Cross de Atapuerca ( Atapuerca) - 26'39"

2023
- 14ª al Golden Gala ( Roma), 1500 m piani - 4'07"22

2024
- 6ª ai Bislett Games ( Oslo), 3000 m piani - 8'29"32
- Argento ai Campionati europei a squadre di atletica leggera ( Madrid), 5000 m piani - 15'58"53